# Bisinchi
Bisinchi ist eine Gemeinde mit 198 Einwohnern (Stand 1. Januar 2022) auf der französischen Insel Korsika. Sie gehört zum Département Haute-Corse, zum Arrondissement Corte und zum Kanton Golo-Morosaglia.

## Geographie
Im Norden bildet der Golo die Gemeindegrenze.
Die Nachbargemeinden sind Lento im Nordwesten und Norden, Bigorno im Norden, Campitello im Norden und Nordosten, Campile im Nordosten und Osten, Crocicchia im Osten, Ortiporio im Süden und Südosten sowie Castello-di-Rostino im Süden, Westen und Nordwesten.

## Bevölkerungsentwicklung
| 1962 | 1968 | 1975 | 1982 | 1990 | 1999 | 2006 | 2011 |
| ---- | ---- | ---- | ---- | ---- | ---- | ---- | ---- |
| 291  | 278  | 212  | 205  | 139  | 173  | 195  | 187  |

## Sehenswürdigkeiten
- Kapelle San Quilico, erbaut im 6. Jahrhundert
- Kapelle Sant’ Andrea
- Kapelle Sant’ Hilario, erbaut im 5. Jahrhundert
- romanische Kirche San Michele, datiert auf das 5. Jahrhundert

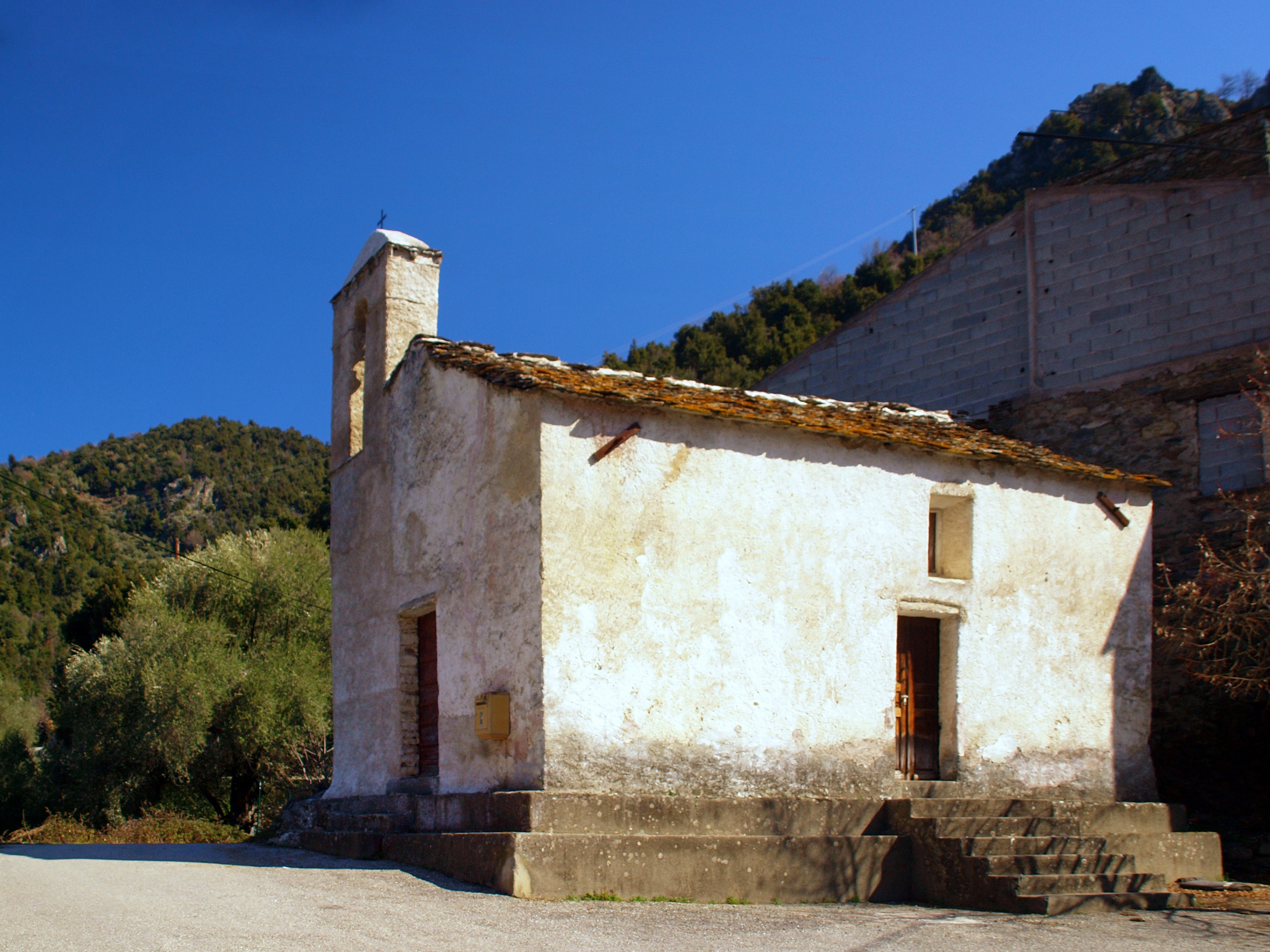
Kapelle Santa Lucia im Ortsteil Hameau Fornu
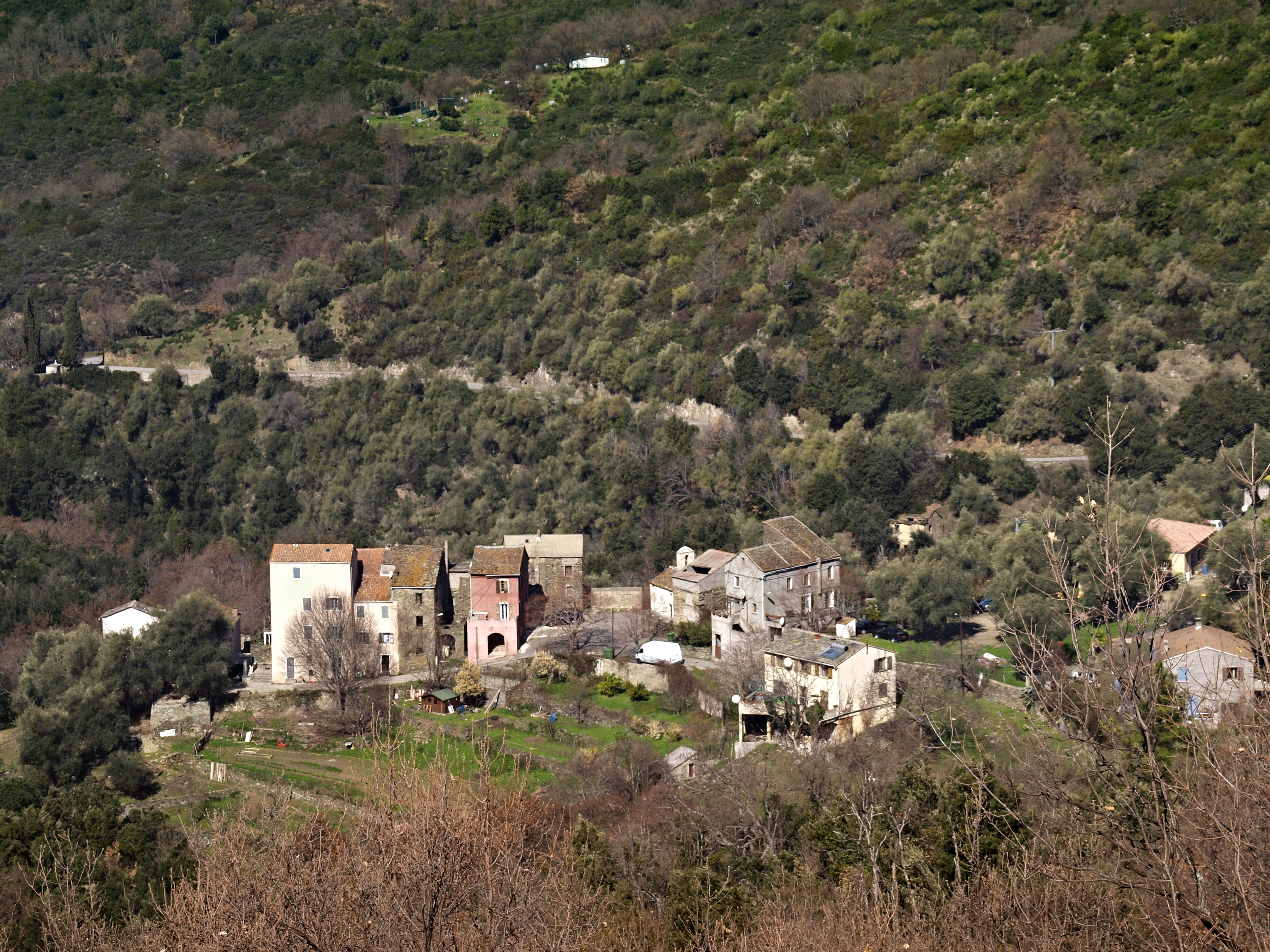
Außenquartier Hameau Fornu
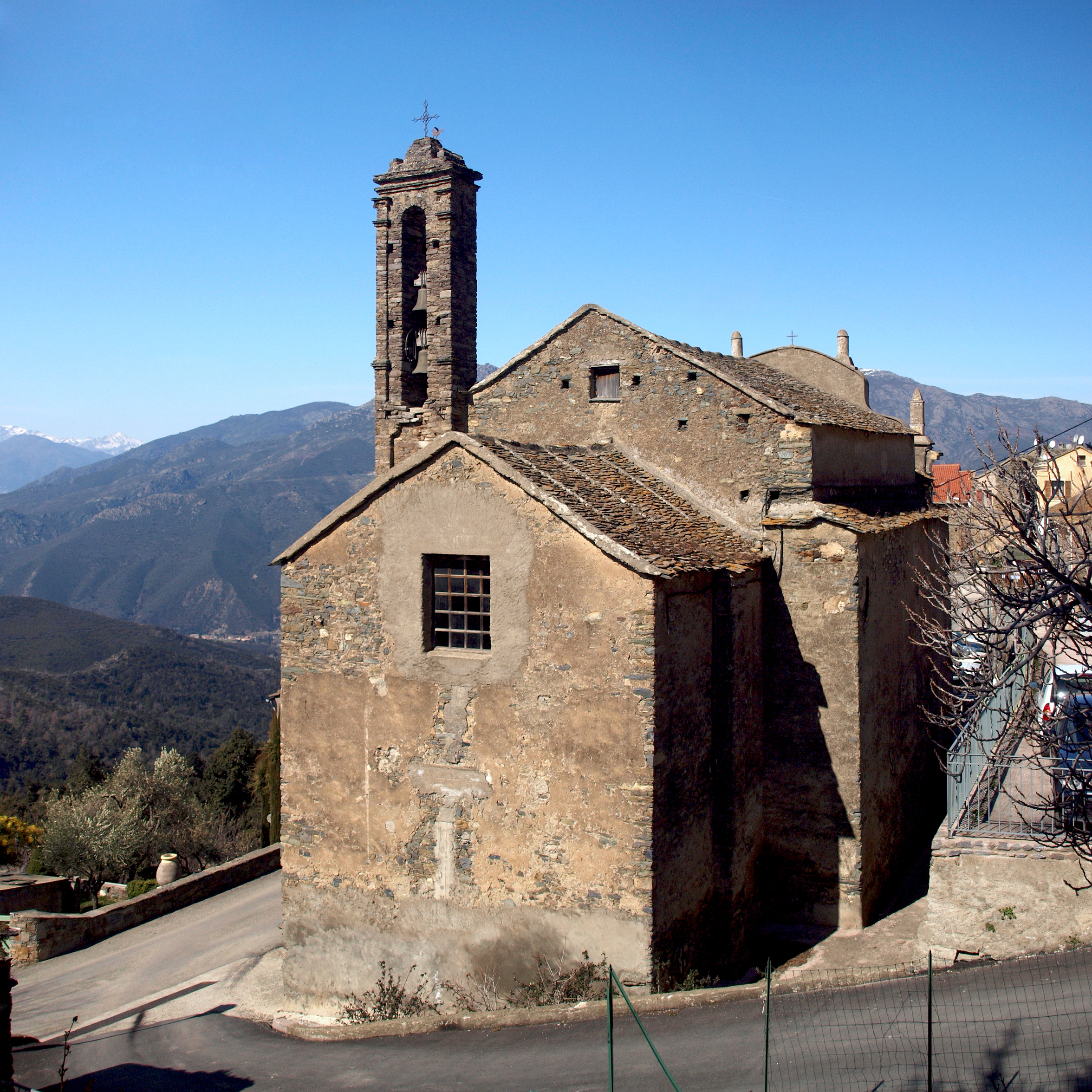
Kirche Saint-Michel im Zentrum des Dorfes aus dem 17. Jahrhundert
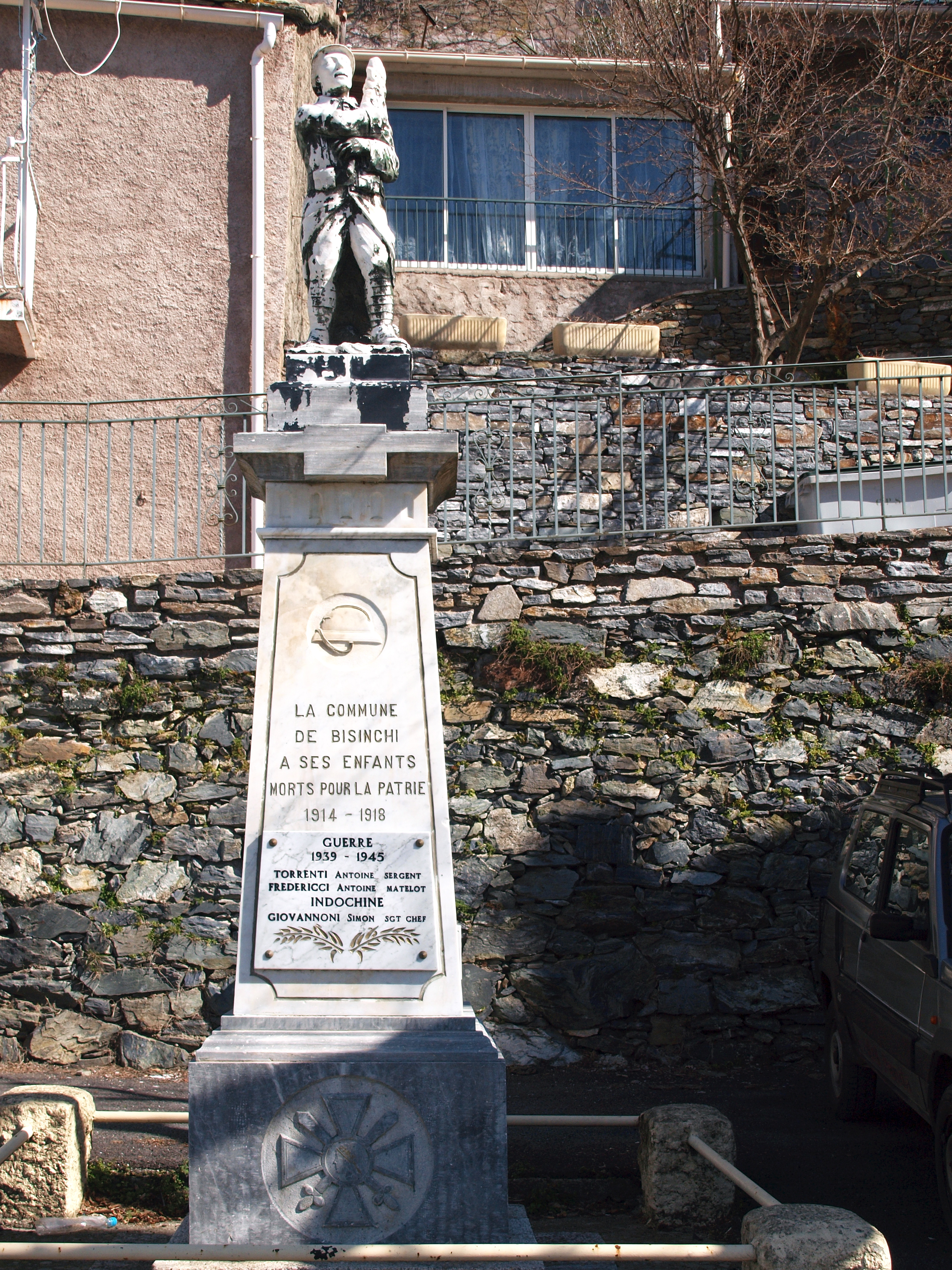
Statue zum Gedenken an die Opfer der beiden Weltkriege